# Celestyn Hoszowski

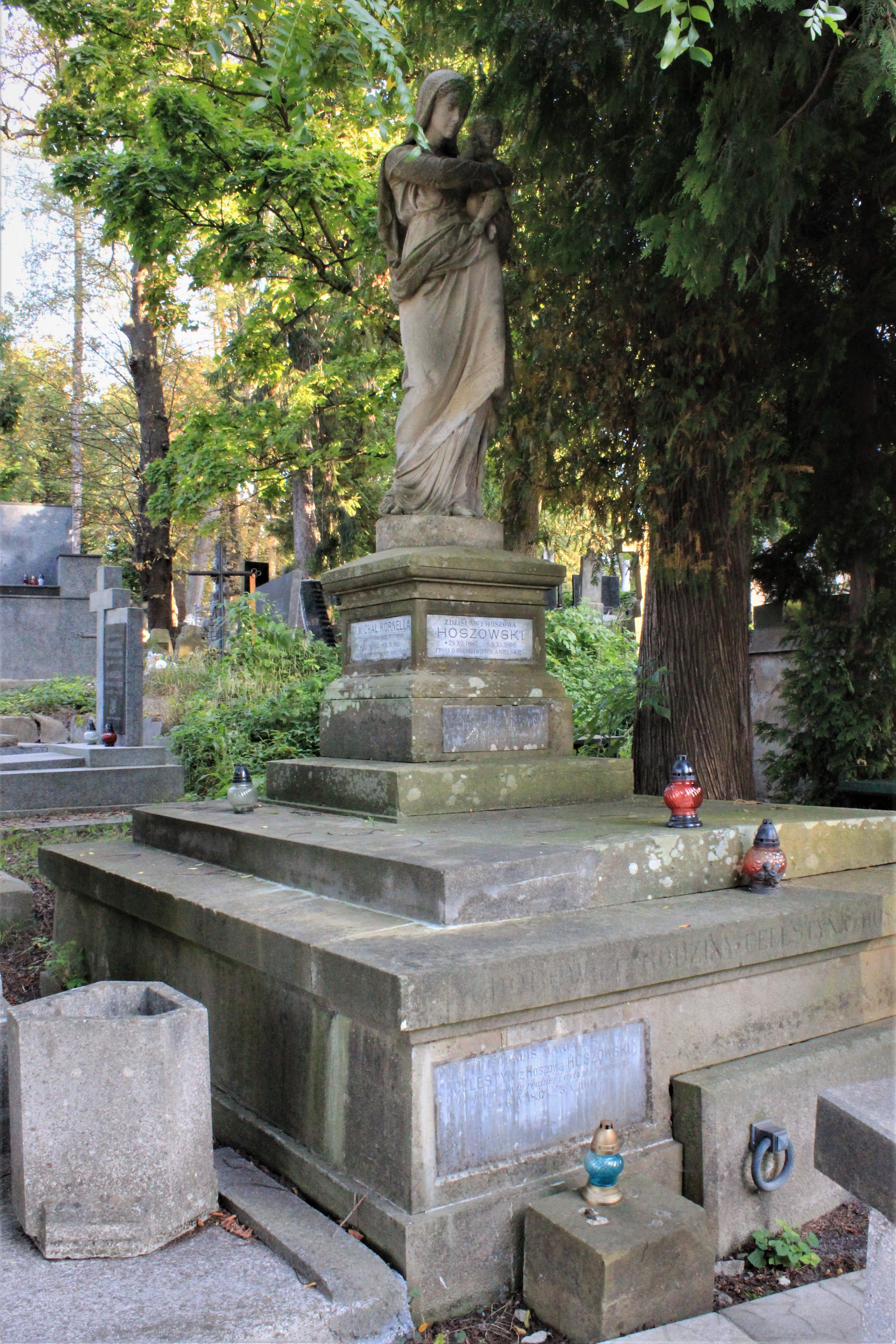
Grobowiec rodzinny C. Hoszowskiego na Cmentarzu Łyczakowskim

Celestyn Hoszowski (ur. 6 kwietnia 1837 w Kozłowie, zm. 5 października 1911 we Lwowie) – polski rzeźbiarz czynny we Lwowie. 
"Słownik artystów polskich i obcych" podaje, że prawdopodobnie kształcił się w zakresie rzeźby w pracowni Maxa Widnmanna w monachijskiej Akademii Sztuk Pięknych. Po studiach założył pracownię we Lwowie i działał tam do śmierci. Miał córkę Jadwigę, a jego wnuczką była Helena Kornella. Pochowany na Cmentarzu Łyczakowskim. 
Specjalizował się w portretach. Tworzył w gipsie, terakocie i marmurze. Brał udział w wystawach w Rzymie w 1883, gdzie został uhonorowany listem pochwalnym, a także na Wystawie Powszechnej w Wiedniu (1873), w licznych wystawach lwowskiego Towarzystwa Przyjaciół Sztuk Pięknych oraz w pojedynczych wystawach Towarzystwa Zachęty Sztuk Pięknych w Warszawie i Towarzystwa Przyjaciół Sztuk Pięknych w Krakowie. 
Prace Hoszowskiego znajdują się m.in. w zbiorach Muzeum Narodowego w Krakowie oraz
Lwowskiej Galerii Sztuki.